# 松山市駅前地下街

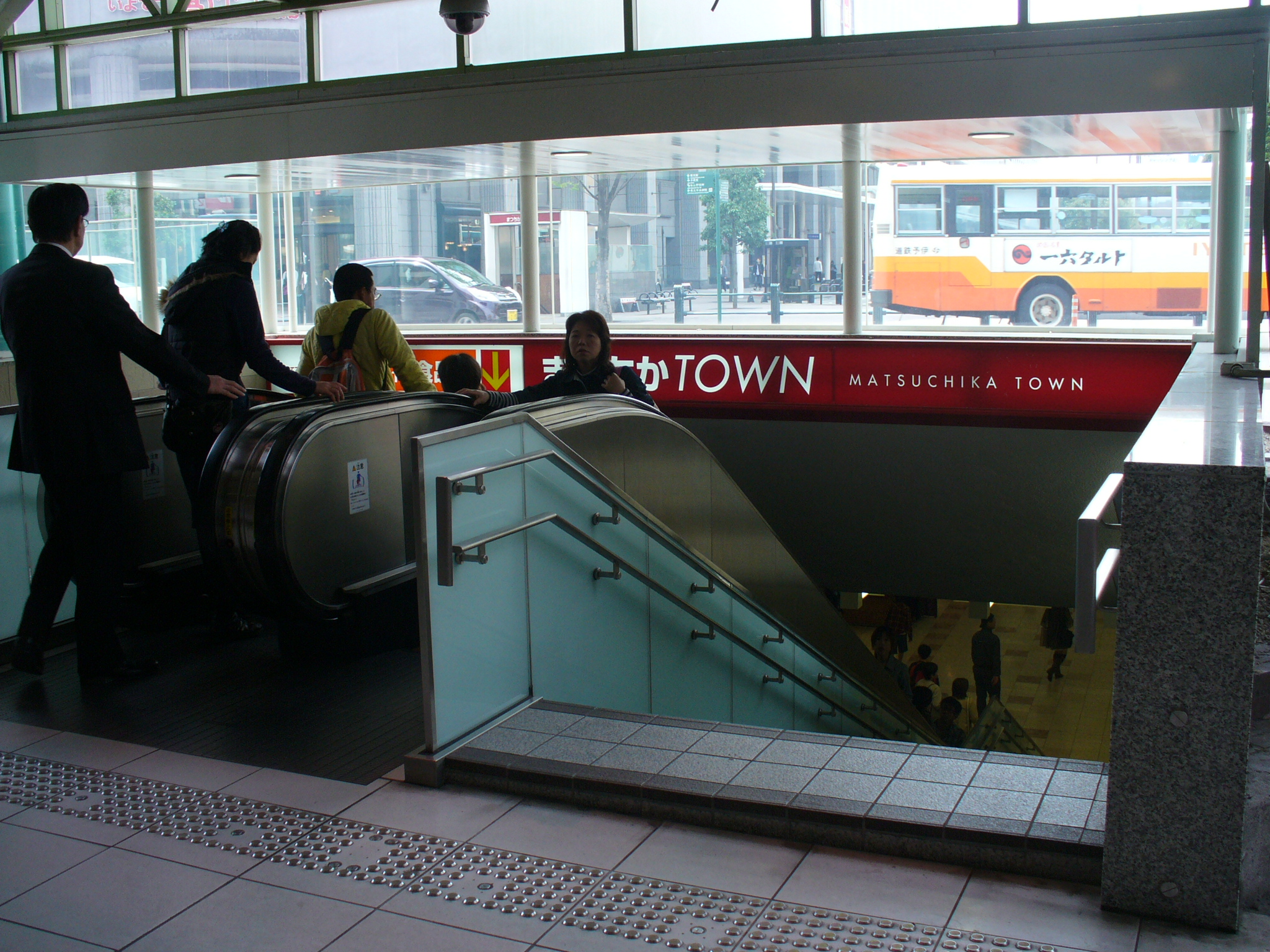
銀天街側の出入口

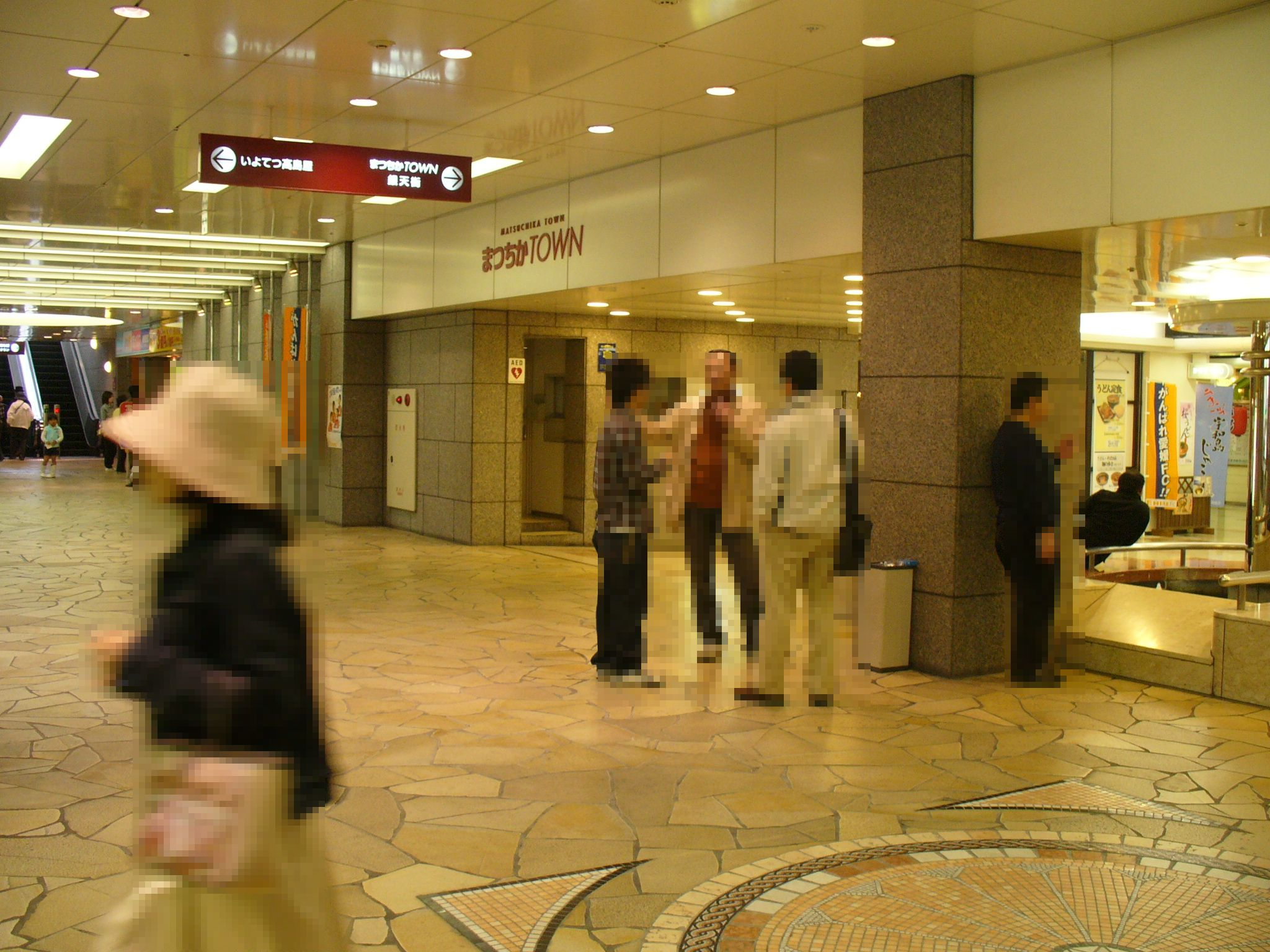
高島屋側から

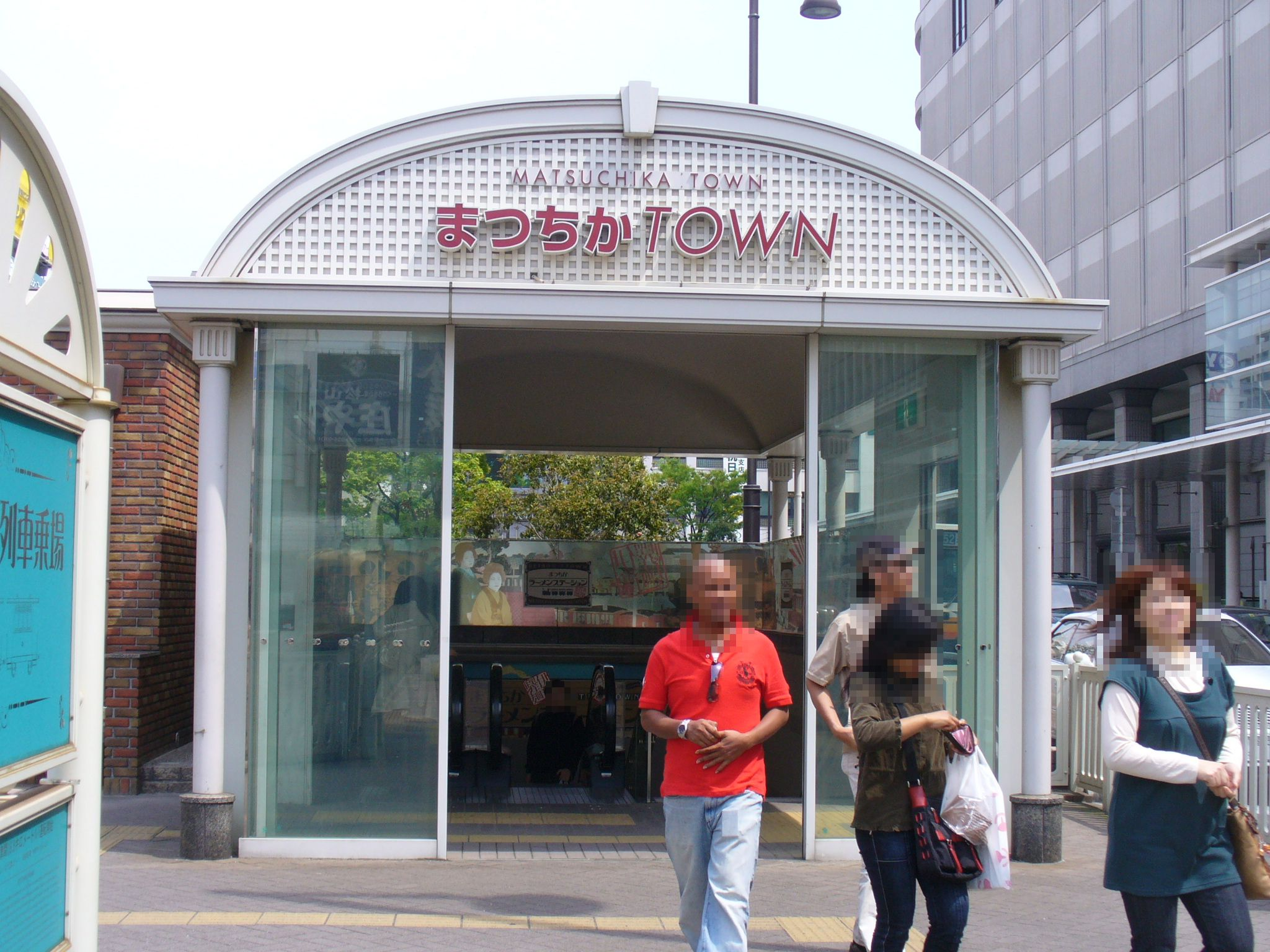
市内電車のりば側の出入口

松山市駅前地下街は、愛媛県松山市の松山市駅周辺地下に位置する地下街であり、管理を行う松山市駅前地下街株式会社は伊予鉄グループの関連会社である。

## 概要
松山中央商店街の一部。愛称は「まつちかタウン」。
隣接する伊予鉄髙島屋の地階食品売り場と接しているほか、松山銀天街商店街西口とはエスカレーター及び階段で、松山市駅前駅（伊予鉄道環状線のりば）ともエスカレーターで結ばれている。
四国では唯一の地下街であり、愛知県蒲郡市の蒲郡北駅前地下街に次いで「日本で2番目に短い地下街」と称しているが、実際には岡山市にある天地下タウンが天満屋岡山店の改装工事により短くなったため2番目に短い地下街ではないと考えられる。
広場には泉があり、薄型テレビとベンチが設置され、市民の憩いの場となっている。地下街内にエレベーターは設置されていないが、うるおいの泉付近にある伊予鉄高島屋のエレベーターを使用することにより地上から出入りできる（高島屋の営業時間終了後も利用可能）。
東半分が物販店舗で西半分には飲食・喫茶店が配置されている。
2021年4月1日にまつちかタウン創業50周年を迎えた。

## 主な店舗
詳細は公式ウェブサイト参照
- 伊予鉄トラベル
- まつちかいよてつ名産店
- まつちかお遍路ショップ

## その他
- 広場にある「泉」は開業より3代目である。
- 全国各地から有名なラーメン店が集まり、「まつちかラーメンステーション」としてまつちかタウン内の一画にオープンしたが、郊外店進出や不況などによる客足の減少でオープンから4年目の2009年8月末で閉店。
- 泉の近くにあったひぎりやきまつちか店が2021年2月28日に閉店[4]。

## 周辺
- 伊予鉄髙島屋　- デパ地下と直結。
- 松山銀天街
- 伊予鉄道本社
- 伊予鉄ターミナルビル地下駐輪場
- 松山湊町郵便局
- まつやまマドンナ郵便局
- 伊予銀行湊町支店
- 伊予鉄ターミナルビル南駐輪場
- 松山東警察署市駅前交番
- 松山市駅前商店街（日切商店街）

## 最寄駅
- 伊予鉄道高浜線/横河原線/郡中線 松山市駅
- 伊予鉄道花園線 松山市駅前